# Veïnatge universal
Veïnatge universal (en anglès, global village) és un terme encunyat pel filòsof canadenc Marshall McLuhan el 1967, al seu llibre The Medium is the Message (El Mitjà és el Missatge). Aquest concepte es refereix a la idea que a causa de la velocitat de les comunicacions tota la societat humana començaria a transformar-se, i es tornaria a l'estil de vida d'un vilatge o aldea, això és, el progrés tecnològic faria que totes les persones del planeta començarien a conèixer-se els uns als altres i a intercomunicar-se de manera instantània.
Com a paradigma de veïnatge universal, McLuhan tria la televisió, un mitjà de comunicació de masses a escala internacional, que en aquella època començava a ser via satèl·lit.
El principi que impera en aquest concepte és el d'un món interrelacionat, amb una estreta relació en vincles econòmics, polítics i socials, producte de les tecnologies de la informació i la comunicació (TIC), particularment internet, que disminueix les distàncies i de les incomprensions entre les persones i com a promotores de l'emergència d'una consciència global a escala planetària, almenys en la teoria. Aquesta profunda interrelació entre totes les regions del món originaria una poderosa xarxa de dependències mútues i, d'aquesta manera, es promouria tant la solidaritat com la lluita pels mateixos ideals, al nivell, per exemple, de l'ecologia i l'economia, després del desenvolupament sostenible de la Terra, superfície i hàbitat d'aquest veïnatge universal.
D'altra banda, no deixa de ser veritat que com ja evidenciava la teoria de l'efecte papallona (teoria del caos), un esdeveniment a determinada part del món té efectes a una escala global. En aquest sentit, l'adjectiu global tindria algun sentit, tanmateix seria restringit.
Es tracta d'un concepte filosòfic i utòpic més que real. Com afirmen molts teòrics de la globalització i alguns crítics del concepte aquí discutit, el món està lluny de viure en una "aldea" i encara menys global: el concepte d'aproximació de les persones en una aldea, la qual totes es coneguin i participin en la vida i en les decisions comunitàries no es correlaciona amb la societat contemporània. Addicionalment, partint de la idea que el món està, de fet interconnectat, no deixa de ser veritat que en aquesta aldea, amb un nom tan utòpic i optimista, molts són exclosos (només cal tenir en compte el nombre d'habitants connectats a internet en algunes regions africanes).